# انتشارات پیترز
انتشارات پیترز (به انگلیسی: Peeters Publishers) نشر دانشگاهی بین المللی است که در سال 1858 در لوون بنیانگذاری شد. انتشارات پیترز 200 عنوان جدید و 75 مجله در سال منتشر می کند. زمینه اصلی این انتشارات علوم انسانی و علوم اجتماعی به همراه سلسله تمرکز بر مطالعات کتاب مقدس، دین‌شناسی، پدرشناسی، مطالعات کلاسیک و خاورشناسی، مصرشناسی، فلسفه و فلسفه اخلاق، مطالعات قرون وسطی و فعالیت‌های هنری است.